# Fang Yuting
Fang Yuting (chiń. 方玉婷; ur. 21 grudnia 1989) – chińska łuczniczka, wicemistrzyni olimpijska, brązowa medalistka mistrzostwa świata. Startuje w konkurencji łuków klasycznych.
Podczas mistrzostw świata w 2011 roku zdobyła brązowy medal w turnieju indywidualnym, zaś wraz z drużyną zajęła 4. miejsce.